# Zonosaurus maximus
Zonosaurus maximus е вид влечуго от семейство Gerrhosauridae. Видът е уязвим и сериозно застрашен от изчезване.

## Разпространение
Разпространен е в Мадагаскар.